# Arachnomimus annulicornis
Arachnomimus annulicornis är en insektsart som beskrevs av Lucien Chopard 1936. Arachnomimus annulicornis ingår i släktet Arachnomimus och familjen syrsor. Inga underarter finns listade i Catalogue of Life.